# Mushaga Bakenga
Mushaga Bakenga (Trondheim, 8 augustus 1992) is een Noors voetballer van Congolese afkomst die bij voorkeur als aanvaller speelt. Hij verruilde in 2012 Rosenborg BK voor Club Brugge. Dat verhuurde hem in maart 2015 aan Molde FK.

## Clubcarrière
Bakenga startte zijn voetbalcarrière bij Nationalkameratene SK. Hij werd tijdens zijn jeugd regelmatig gevolgd door scouts. Zo werd hij als tiener gelinkt aan clubs als Bayern München, Manchester City en Chelsea. In 2007 verhuisde Bakenga naar de Noorse topclub Rosenborg BK. Twee jaar later debuteerde hij in het eerste elftal.
In 2011 groeide Bakenga uit tot een vaste waarde bij Rosenborg. In januari 2012 vertrok hij samen met ploegmaat Markus Henriksen naar Club Brugge. Ze legden beiden medische testen af, maar enkel Bakenga ondertekende een contract. Henriksen tekende een contract bij AZ.
Op 21 augustus 2012 werd beslist dat Bakenga tot aan het einde van het seizoen 2012/13 werd verhuurd aan stadsgenoot Cercle Brugge. Op 3 maart 2013 maakte hij het winnende doelpunt in de heenronde van de halve finales van het Belgische bekertoernooi tegen KV Kortrijk (1–2). In totaal speelde Bakenga in 27 competitiewedstrijden voor Cercle, waarin hij zeven doelpunten maakte. In de zomer van 2013 keerde hij terug bij Club Brugge, waarna hij in het seizoen 2013/14 werd uitgeleend aan het Deense Esbjerg fB en in het seizoen 2014/15 aan Eintracht Braunschweig, actief in de 2. Bundesliga. Bakenga onderbrak zijn seizoen bij Eintracht in maart 2015 om de overstap te maken naar Molde FK, dat in 2014 de Noorse landstitel won. Op 30 maart 2015, tijdens zijn eerste wedstrijd voor Molde, scheurde hij na zeven minuten zijn achillespees. Bakenga was daardoor ruim zes maanden uitgeschakeld. In de wedstrijd tegen Strømsgodset IF op 23 september 2015 maakte hij zijn rentree in het elftal van Molde; op 4 oktober 2015 stond Bakenga in het thuisduel tegen Tromsø IL voor het eerst weer in het basiselftal. De wedstrijd tegen Tromsø was tevens Bakenga's honderdste competitiewedstrijd in het betaald voetbal.
Daarna speelde hij nog voor Tromsø IL,Rosenborg BK, Odds BK en Tokushima Vortis. Anno februari 2023 is hij een vrije speler.

## Interlandcarrière
Bakenga maakte zijn debuut in het Noors voetbalelftal op 18 januari 2014 in een vriendschappelijke interland tegen Polen (0–3 nederlaag) in Abu Dhabi. Onder bondscoach Per-Mathias Høgmo verving hij na rust Ola Kamara. Ook Mohamed Elyounoussi (Sarpsborg 08) maakte zijn debuut gedurende de interland.

## Statistieken
| Seizoen | Club                     | Land                | Competitie         | Competitie | Competitie | Beker | Beker | Internationaal | Internationaal | Totaal | Totaal |
| Seizoen | Club                     | Land                | Competitie         | Wed.       | Dlp.       | Wed.  | Dlp.  | Wed.           | Dlp.           | Wed.   | Dlp.   |
| ------- | ------------------------ | ------------------- | ------------------ | ---------- | ---------- | ----- | ----- | -------------- | -------------- | ------ | ------ |
| 2009/10 | Rosenborg BK             | Vlag van Noorwegen  | Tippeligaen        | 3          | 0          | 0     | 0     | 0              | 0              | 3      | 0      |
| 2010/11 | Rosenborg BK             | Vlag van Noorwegen  | Tippeligaen        | 5          | 0          | 2     | 0     | 2              | 0              | 9      | 0      |
| 2011/12 | Rosenborg BK             | Vlag van Noorwegen  | Tippeligaen        | 26         | 12         | 3     | 4     | 6              | 0              | 35     | 16     |
| 2011/12 | Club Brugge              | Vlag van België     | Jupiler Pro League | 8          | 1          | 0     | 0     | 0              | 0              | 8      | 1      |
| 2012/13 | → Cercle Brugge          | Vlag van België     | Jupiler Pro League | 27         | 7          | 4     | 2     | 0              | 0              | 32     | 9      |
| 2013/14 | → Esbjerg fB             | Vlag van Denemarken | Superligaen        | 24         | 6          | 0     | 0     | 5              | 1              | 29     | 7      |
| 2014/15 | → Eintracht Braunschweig | Vlag van Duitsland  | 2. Bundesliga      | 17         | 2          | 0     | 0     | 0              | 0              | 17     | 2      |
| 2015/16 | → Molde FK               | Vlag van Noorwegen  | Tippeligaen        | 8          | 2          | 1     | 0     | 1              | 0              | 10     | 2      |
| 2016/17 | Rosenborg BK             | Vlag van Noorwegen  | Tippeligaen        | 19         | 8          | 6     | 0     | 1              | 0              | 26     | 8      |
| 2017/18 | Tromsø IL                | Vlag van Noorwegen  | Tippeligaen        | 41         | 5          | 2     | 1     | 0              | 0              | 43     | 6      |
| 2018/19 | Ranheim                  | Vlag van Noorwegen  | Tippeligaen        | 12         | 2          | 1     | 0     | 0              | 0              | 13     | 2      |
| 2019/20 | Odds BK                  | Vlag van Noorwegen  | Tippeligaen        | 26         | 15         | 0     | 0     | 0              | 0              | 26     | 15     |
| 2020/21 | Odds BK                  | Vlag van Noorwegen  | Tippeligaen        | 11         | 11         | 0     | 0     | 0              | 0              | 11     | 11     |
| 2021    | Tokushima Vortis         | Vlag van Japan      | J1 League          | 0          | 0          | 0     | 0     | 0              | 0              | 0      | 0      |
| TOTAAL  | TOTAAL                   | TOTAAL              | TOTAAL             | 112        | 33         | 11    | 6     | 15             | 1              | 138    | 40     |

## Erelijst
Rosenborg BK
- Noors landskampioen

2009, 2010, 2016, 2017
- Noorse beker

2016
- Noorse Supercup

2010